# Hey, Hey, Rise Up!
"Hey, Hey, Rise Up!" (também escrito "Hey Hey Rise Up") é uma música da banda de rock inglesa Pink Floyd, lançada como single em 8 de abril de 2022, baseada em uma música ucraniana de 1914 e com vocais em ucraniano por Andriy Khlyvnyuk. É a primeira música nova gravada pelo Pink Floyd desde 1994.

## Antecedentes e desenvolvimento
A gravação foi feita com os vocais do cantor ucraniano Andriy Khlyvnyuk da banda BoomBox, que gravou uma versão a capella de um hino ucraniano de 1914, "Oh, Viburno Vermelho no Prado" (em ucraniano:  Ой у лузі червона калина), que Stepan Charnetskii escreveu para comemorar os Fusileiros de Such. Khlyvnyuk gravou sua performance na Praça Sofiyskaya, Kiev, e postou o vídeo no Instagram. O guitarrista do Pink Floyd, David Gilmour – cujo filho Charlie é casado com a artista ucraniana Janina Pedan, viu a postagem no Instagram e se inspirou para gravar algo em apoio à Ucrânia na guerra russo-ucraniana em andamento. Ele entrou em contato com o baterista Nick Mason e sugeriu que eles gravassem algo usando o nome Pink Floyd. Khlyvnyuk, enquanto se recuperava de ferimentos de estilhaços sofridos em defesa da Ucrânia, deu a Gilmour sua bênção para usar os vocais. Gilmour escreveu o restante da música, para incluir um solo de guitarra.
A música foi gravada em 30 de março de 2022 na casa de Gilmour, pelos membros da banda Gilmour e Mason, com Guy Pratt, baixista do Pink Floyd desde 1987, e o tecladista Nitin Sawhney . Foi o primeiro trabalho de Sawhney com o Pink Floyd. Gala Wright, filha do tecladista do Pink Floyd e membro fundador Richard Wright, também esteve presente durante a gravação.
O título da música é da última linha de "Oh, Viburno Vermelho no Prado", 'Hey, hey, levante-se e alegre-se'. Um vídeo para a música foi dirigido por Mat Whitecross, também em 30 de março, em um cenário projetado por Pedan. No vídeo, a bateria de Mason é decorada com reproduções de uma pintura de Maria Primachenko, uma artista ucraniana, cujas obras foram destruídas em um incêndio causado por bombardeios russos durante a invasão. A arte do single mostra um logotipo da banda (no estilo das letras de Gerald Scarfe para The Wall ) alterado com as cores da bandeira ucraniana ao lado de um girassol, a flor nacional da Ucrânia, em uma pintura do artista cubano Yosan Leon.
A música foi lançada em serviços de streaming em 8 de abril de 2022 e é o primeiro material de gravação inédita da banda desde 1994.
Gilmour já havia sido apoiado pela BoomBox - sem Khlyvnyuk - em 2015, em Koko, Londres, em apoio ao Belarus Free Theatre.

## Paradas musicais
| País/Parada (2022)                                      | Melhor posição |
| ------------------------------------------------------- | -------------- |
| Canadá (Canadian Hot 100)                               | 81             |
| Alemanha (Offizielle Deutsche Charts)                   | 93             |
| Mundo (Billboard Global 200)                            | 165            |
| Hungria (Single Top 40)                                 | 3              |
| Nova Zelândia (Recorded Music NZ)                       | 15             |
| Suíça (Schweizer Hitparade)                             | 2              |
| Ucrânia (Tophit Airplay)                                | 27             |
| Reino Unido (UK Singles Chart)                          | 49             |
| Reino Unido (OCC UK Rock and Metal)                     | 1              |
| Estados Unidos (Billboard Digital Song Sales)           | 2              |
| Estados Unidos (Billboard Hot Rock & Alternative Songs) | 22             |
| Estados Unidos (World Digital Song Sales)               | 1              |